# Société de la langue coréenne

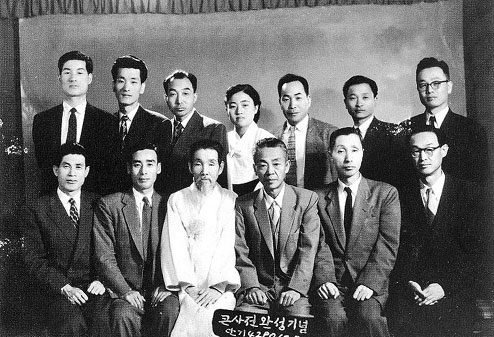
Membres de la Société de la langue coréenne au moment de l'achèvement du Grand Dictionnaire de la langue coréenne le 9 octobre 1957.

La Société de la langue coréenne est une organisation de recherche sur le hangeul et la langue coréenne, fondée en 1908 par Kim Jeong-jin, dont le but est de préserver la langue coréenne à une époque de japonisation forcée durant l'occupation japonaise.
Elle fonde la journée du hangeul en 1926 et des normes officielles d'orthographe en 1933.
Elle initie un ambitieux projet d'écriture du premier dictionnaire de la langue coréenne en 1929 alors que la politique coloniale japonaise en Corée se durcit. Le Comité pour la compilation du dictionnaire coréen (Joseoneo Sajeon Pyeonchanhoe) lance ainsi un programme de recherches à travers tout le pays afin de pouvoir compiler le premier grand lexique coréen, opération appelée Malmoi (« collection de mots »). Le fruit des collectes est ensuite retranscrit dans des cahiers et au printemps 1942, un tiers du corpus est réalisé. Mais à l’automne de la même année, les autorités japonaises, qui jusqu’ici avaient fait preuve d’indifférence à l’égard du groupe d’intellectuels, optent pour la répression policière. Le mouvement est dissous et interdit, ses travaux confisqués, une trentaine de ses membres arrêtés, dont certains seront torturés et mourront en prison. En 1945, à la libération du pays, la Société de la langue coréenne, reconstituée, reprend ses travaux avec d’autant plus de motivation que les manuscrits confisqués par les Japonais sont retrouvés dans un entrepôt de la gare de Séoul. Les deux premiers volumes voient le jour, respectivement en 1947 et en 1949. Alors que les tomes 3 et 4 sont quasiment achevés, la guerre de Corée, qui éclate le 25 juin 1950, suspend la publication pendant les trois années que durera le conflit. Il faut attendre 1957 pour voir publier les six tomes du Grand Dictionnaire coréen qui voit le jour près de 28 ans après sa mise en chantier. La langue coréenne dispose alors dorénavant d’un grand dictionnaire de référence qui sera régulièrement complété et amélioré au cours des années par d’autres publications. Mais entre-temps, la Corée du Nord a poursuivi son propre chemin linguistique sous l’impulsion de Kim Du-bong.